# Selva del Congo
La selva del Congo es un bosque húmedo tropical que se extiende por las llanuras de la cuenca del río Congo y sus afluentes en el África Central. 
El bosque abarca una enorme región de África Central, que incluye a los países de: República Democrática del Congo, República del Congo, Gabón, Guinea Ecuatorial (región de Río Muni), el sureste de Camerún, la parte sur de la República Centroafricana y el enclave costero de Cabinda en Angola.
Al norte y al sur de esta selva, la transición hacia el bosque seco de sabana de África se compone de bosques secos, sabanas y praderas. Hacia el oeste, también hay transición a los bajos bosques costeros de Guinea Ecuatorial, que se extienden desde el oeste de Gabón y Camerún, al sur de Nigeria y Benín. La selva del Congo y los bosques de la costa de Guinea comparten muchas similitudes entre ellos. La transición a los bosques de alta montaña de la Falla Albertina, que es una cadena de montañas que forman el Rift de África Oriental, limitan la selva por el este.
La selva del Congo está clasificada como ecorregión de conservación prioritaria, según la lista Global 200 publicada por la WWF.
La selva tropical del Congo es el segundo bosque tropical más grande del mundo, abarcando 700 000 km² en seis países, y contiene una cuarta parte de los bosques tropicales que quedan en el mundo.
El bosque de la cuenca del Congo ha estado habitado por humanos durante más de 50 000 años. Los indígenas del bosque de la cuenca del Congo son conocidos como pigmeos.
En 2013, la cuenca del Congo tenía una cubierta forestal de más de 268 millones de hectáreas. Posee más de 170 millones de hectáreas de bosque húmedo denso y más de 116 millones de hectáreas de otro tipo de cobertura forestal (bosques abiertos, sabanas arboladas, etcétera).

## Clima
El clima de esta selva es tropical nublado, con temperaturas cálidas todo el año debido a su ubicación en el ecuador. Las precipitaciones anuales medias son de 1800 mm.
Es una zona que se caracteriza por su suelo fangoso y por ser una región extremadamente húmeda. Su temperatura promedio ronda los 30 °C, y su temperatura mínima es de unos 21 °C, aunque actualmente la temperatura podría estar variando por los cambios climáticos bruscos. Durante la época de lluvia el nivel del agua puede subir hasta 1 metro de profundidad.

## Flora

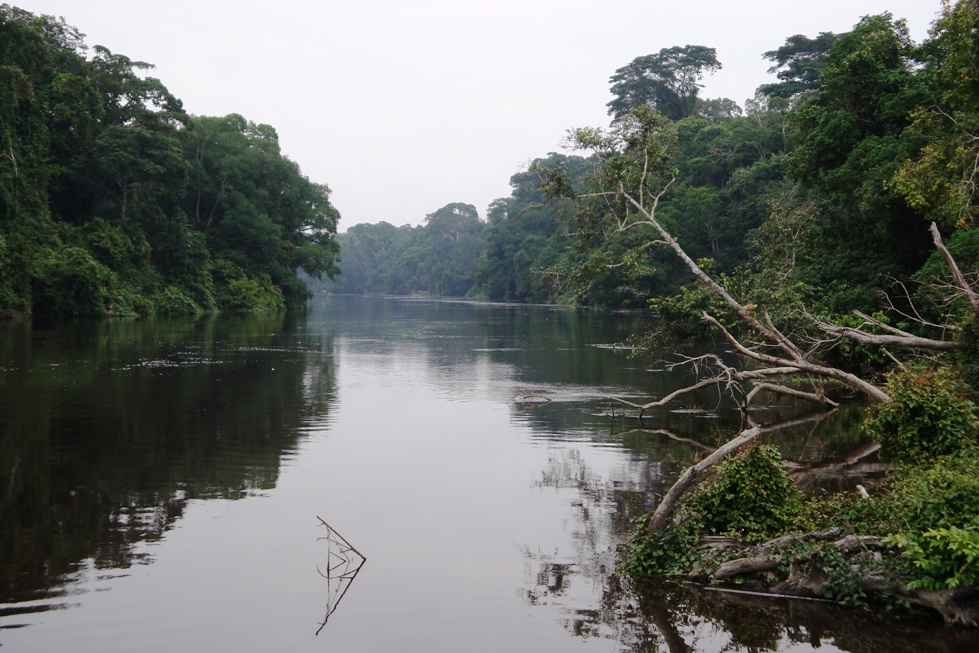
Vegetación exuberante en las orillas del río Dja.

La vegetación, sobre todo en la pluvisilva, es extremadamente rica y diversificada. Los árboles de caucho (hule) de diversas especies y la palmera de aceite son plantas autóctonas, así como el café y el algodón; entre los árboles frutales figuran el banano y la palmera cocotera. También son numerosos los árboles de maderas nobles, con una gran variedad de especies como teca, cedro o caoba.
En las áreas inundadas permanentemente dominan las palmeras de rafia (Raphia). En las zonas que sólo se inundan estacionalmente abundan los géneros Garcinia (Clusiaceae) y Manilkara (Sapotaceae).

## Fauna

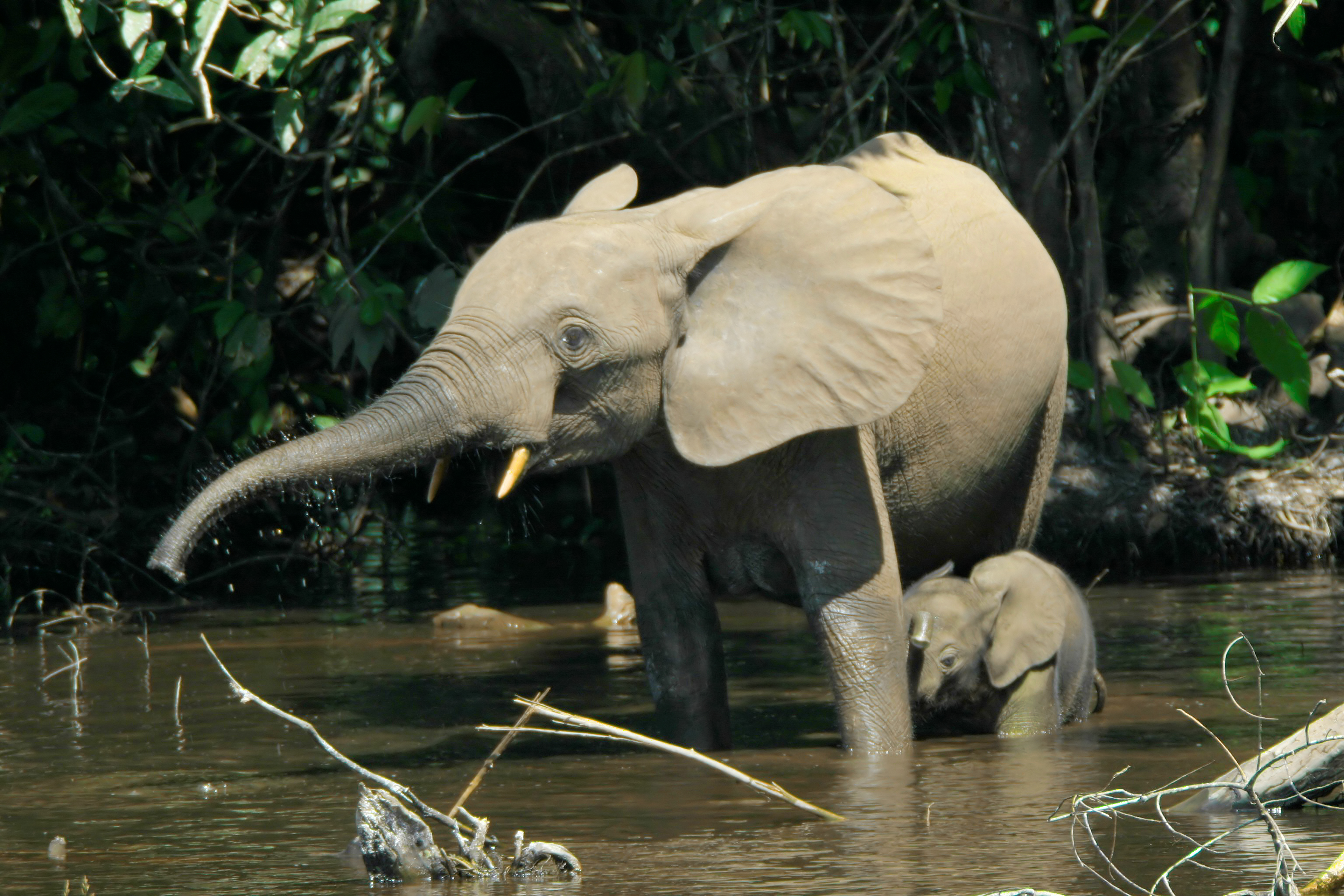
Elefante de selva.

Los bosques de la cuenca del Congo forman una de las últimas reservas de biodiversidad donde los bosques primarios se interconectan y permiten mecanismos biológicos sin perturbaciones, albergando una variedad de fauna de África.
Al oeste, los bosques congoleños dan paso gradualmente a los bosques de Guinea, que se extienden desde el oeste de Gabón y Camerún hasta el sur de Nigeria y Benín; estas áreas forestales comparten muchas similitudes y, a veces, se las conoce como bosques guineo-congoleños. Al este, los bosques de las tierras bajas del Congo se encuentran con los bosques montanos que cubren las montañas a lo largo del Albertine Rift, una rama del Sistema de Rift de África Oriental. Los bosques congoleños son una de las ecorregiones globales.
El bosque de la cuenca del Congo tiene más de 10.000 especies de plantas, mil aves, 700 especies de peces y 400 especies de mamíferos. Al norte y al sur, los bosques se convierten en un mosaico de sabanas boscosas, bosques secos, sabanas y pastizales.
La baja presión demográfica, el difícil acceso y la falta de infraestructura han permitido proteger la cubierta forestal de esta región del mundo durante un largo período. Según Ernst et al. (2013), la deforestación anual cayó de 0,13% en el período 1990 a 2000 a 0,26% en el período 2000 a 2005. Sin embargo, el aumento de la presión demográfica conduce a una mayor demanda de productos agrícolas y madera de fuego tomada a expensas de la cubierta forestal.
La práctica de la agricultura de tala y quema y la extensión de tierras agrícolas ha sido analizada como uno de los principales factores de deforestación en la República Democrática del Congo.
La vida animal es también abundante y variada, con importantes poblaciones de especies en peligro de extinción, como los gorilas de montaña y los gorilas de costa. Entre los grandes mamíferos destacan el elefante de selva (Loxodonta cyclotis), los antílopes bongo (Tragelaphus eurycerus), los búfalos rojos (Syncerus caffer nanus), los potamoqueros rojos (Potamochoerus porcus), los chimpancés (Pan troglodytes), los bonobos (Pan paniscus), mandriles (Mandrillus sphinx), monos, los hipopótamos (Hippopotamidae) y los okapi (Okapia johnstoni), y como principal depredador el leopardo africano. Respecto a aves, se encuentran 597 especies, entre ellas el loro gris, el picozapato, el pigargo vocinglero, los turacos (Musophagidae), el mosquitero musical, el milano negro, el flamenco común, el marabú (Leptoptilos), el ganso del Nilo, la pintada común, bucerótidos (Bucerotinae), el Afropavo congensis, la abubilla  el abejaruco, el cuervo pío, agapornis, la garceta común y varias especies de garzas, ibis y grullas. Los reptiles son numerosos y figuran mambas, pitones, camaleones y cocodrilos. Las especies de anfibios, reptiles, peces e insectos son muy numerosas y muchas aún son desconocidas. Abundan los insectos, sobre todo las hormigas, termitas y mosquitos, como el mosquito Anopheles, anfitrión del parásito de la malaria; otro insecto portador de enfermedades infecciosas, que se encuentra sobre todo en las zonas de tierras bajas, es la mosca tsetsé, que propaga la enfermedad del sueño.

## Estado de conservación y población
Su estado es vulnerable a la desaparición debido a problemas como la deforestación, la construcción y la caza furtiva. Es un ambiente muy hostil para el ser humano, y permanece en su estado prístino. La población humana es baja y está limitada a los ríos principales, donde se dedica a la caza y a la pesca. Uno de los grupos humanos nativos de la selva del Congo son los pigmeos.

## Áreas de la selva del Congo

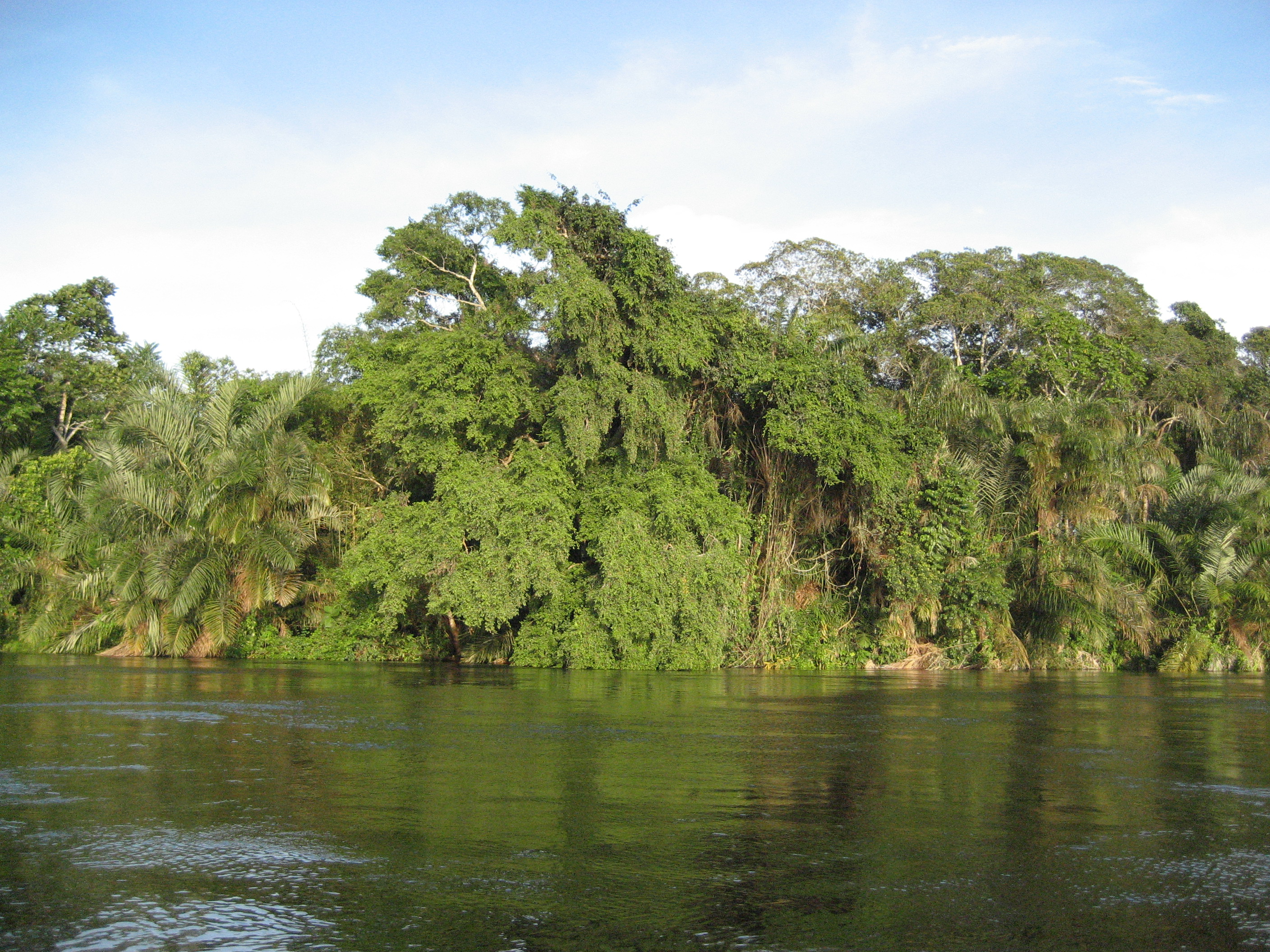
Río Alima, afluente del río Congo.

- Selva pantanosa del Congo oriental
- Selva de tierras bajas del Congo nororiental
- Mosaico de selva y sabana del Congo meridional
- Selva de tierras bajas del Congo central
- Mosaico de selva y sabana del norte del Congo
- Selva húmeda del oeste de la cuenca del Congo
- Selva costera del Congo
- Mosaico de selva y sabana del Congo occidental
- Selva húmeda del centro de la cuenca del Congo
- Selva alta albertina.
- Selva pantanosa del Congo occidental
- Selva costera ecuatorial atlántica
- Selva baja insular del golfo de Guinea
- Selva alta de Bioko y monte Camerún
- Selva de la cordillera de Camerún
- Selva costera del Cross-Sanaga y Bioko
- Selva de transición del Cross-Níger
- Selva pantanosa del delta del Níger
- Selva baja de Nigeria

## Galería

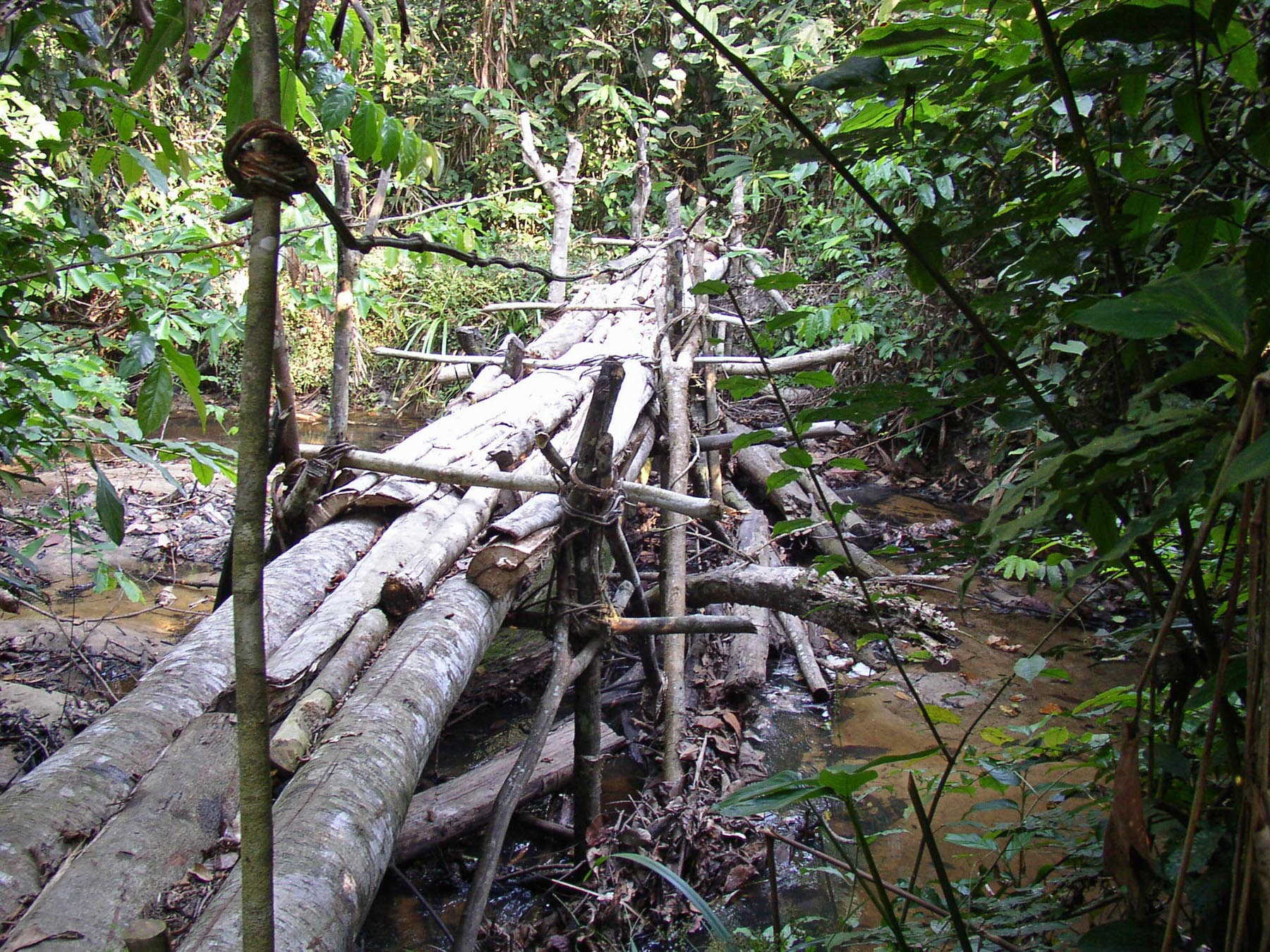
Reserva de fauna de okapis, en el nordeste de la República Democrática del Congo.
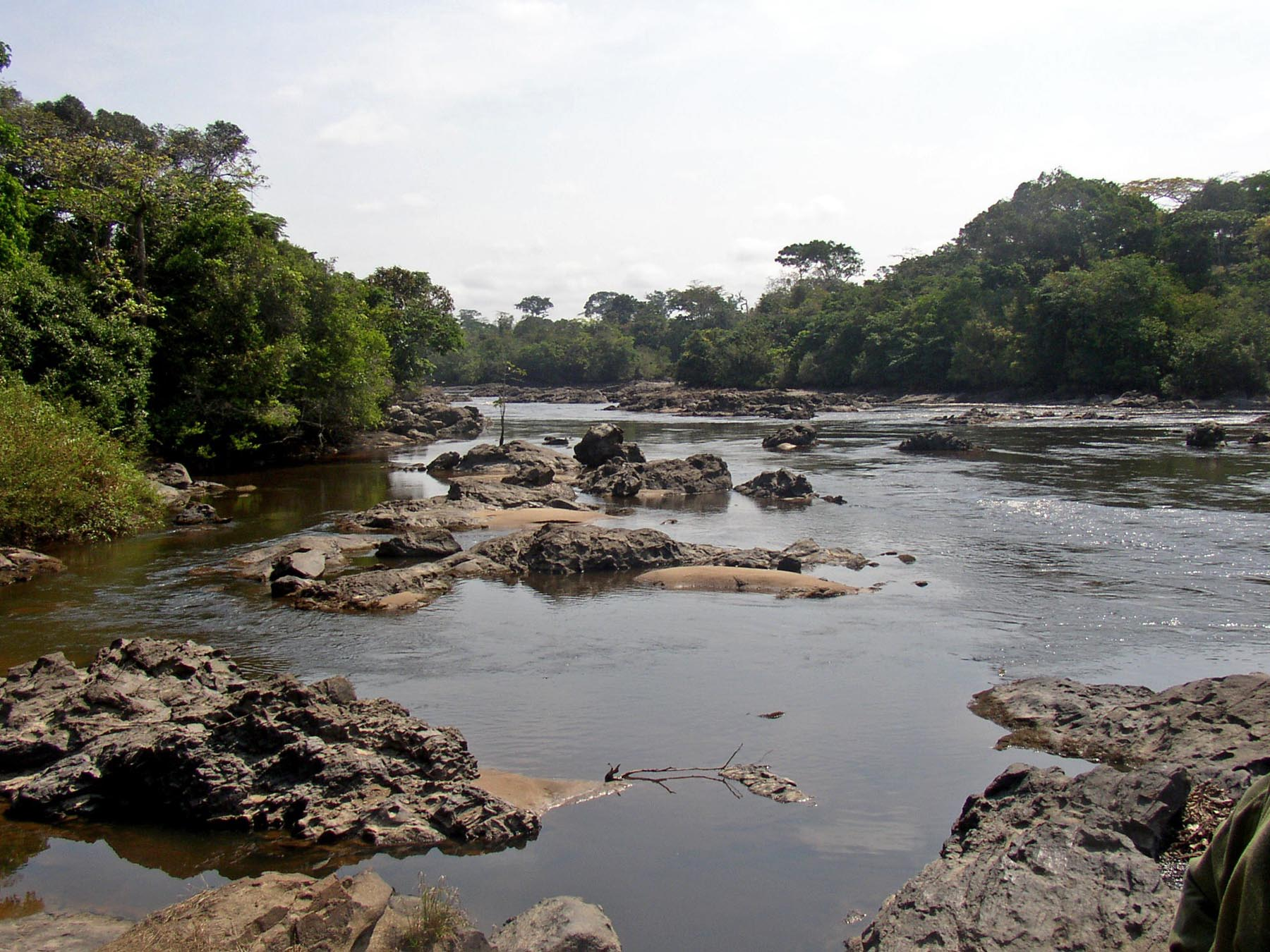
El río Epulu.
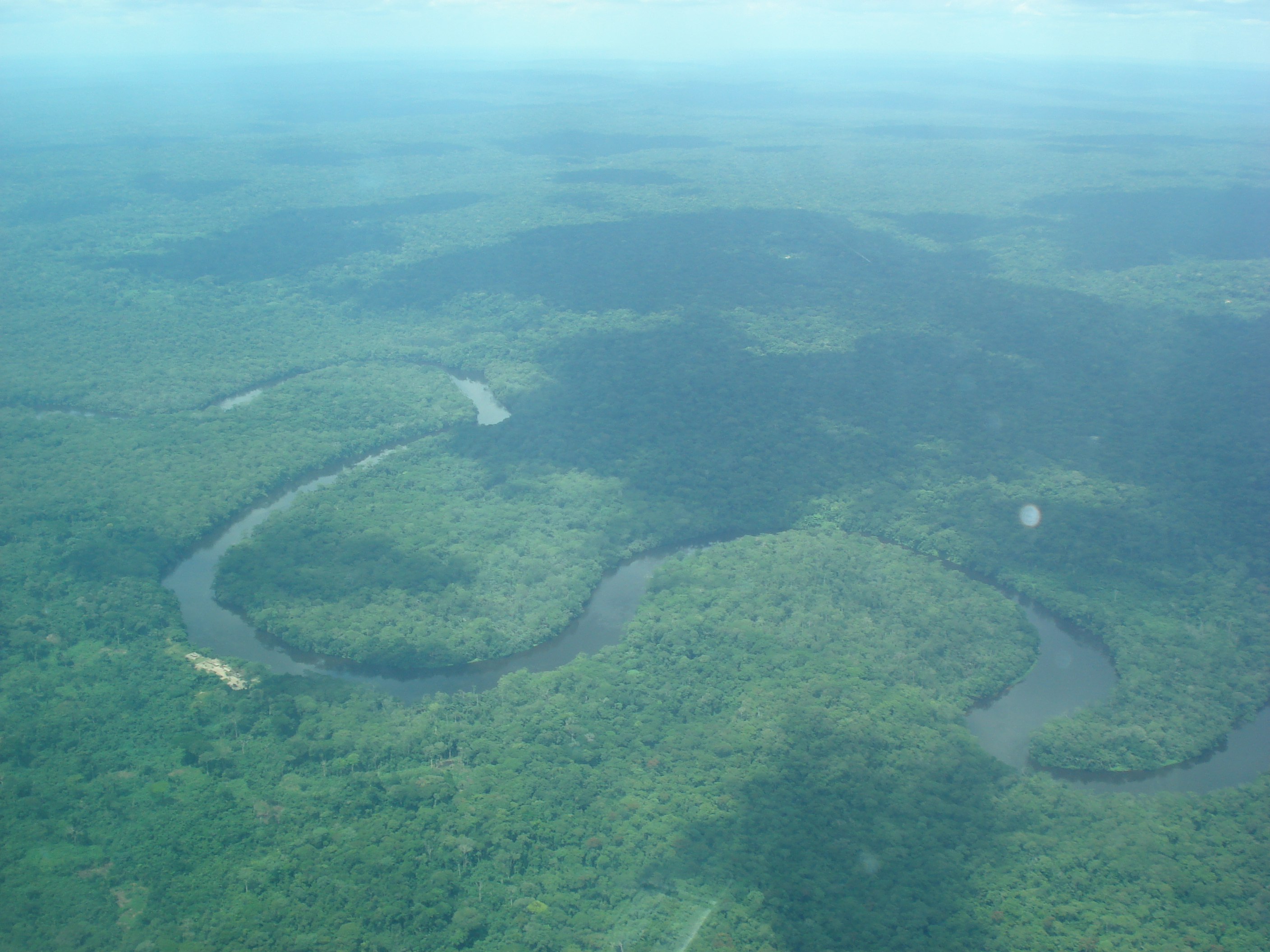
Vista aérea del río Lukenie en la región central de la República Democrática del Congo.
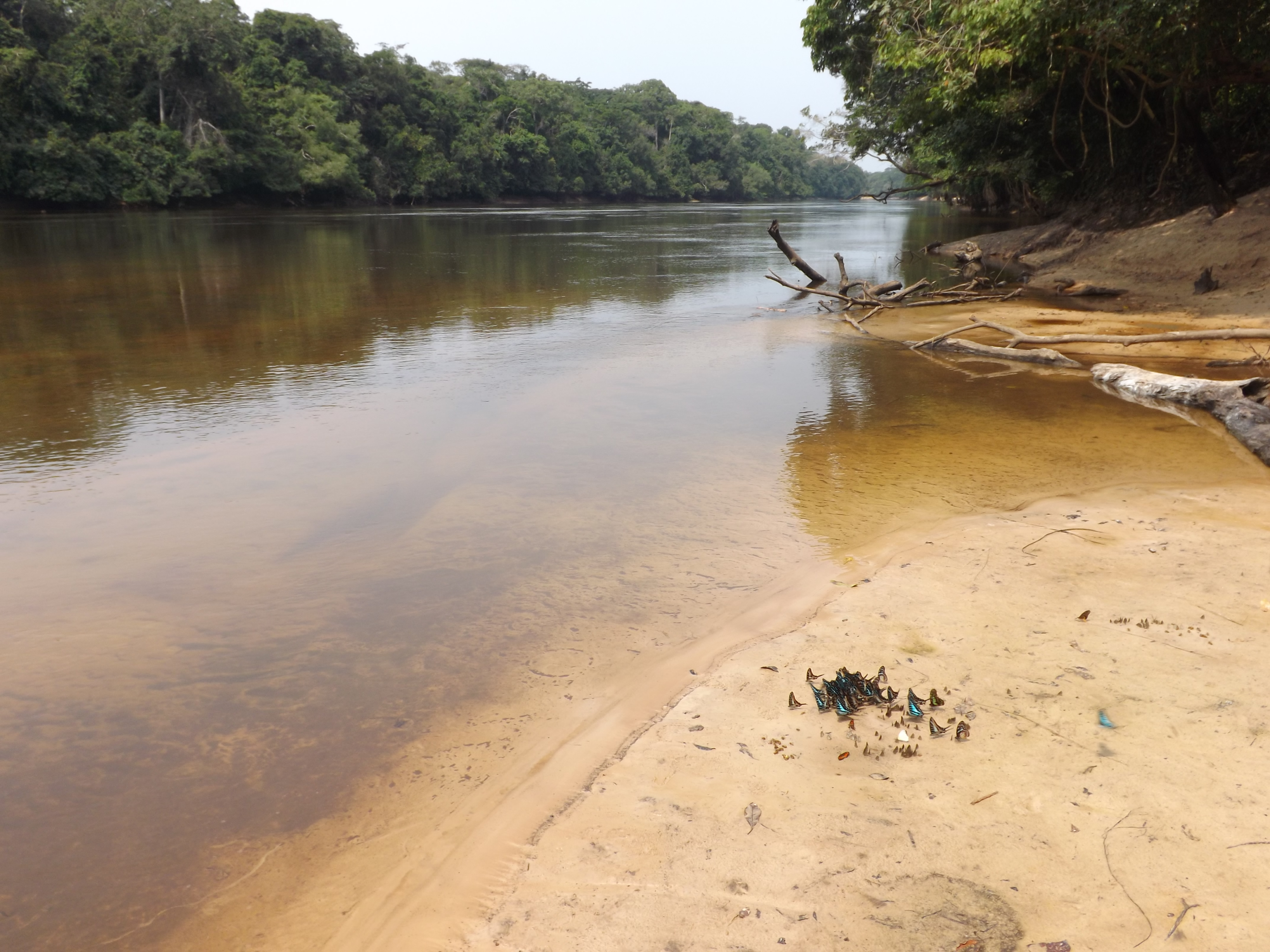
El río Lomami en el interior de la República Democrática del Congo.
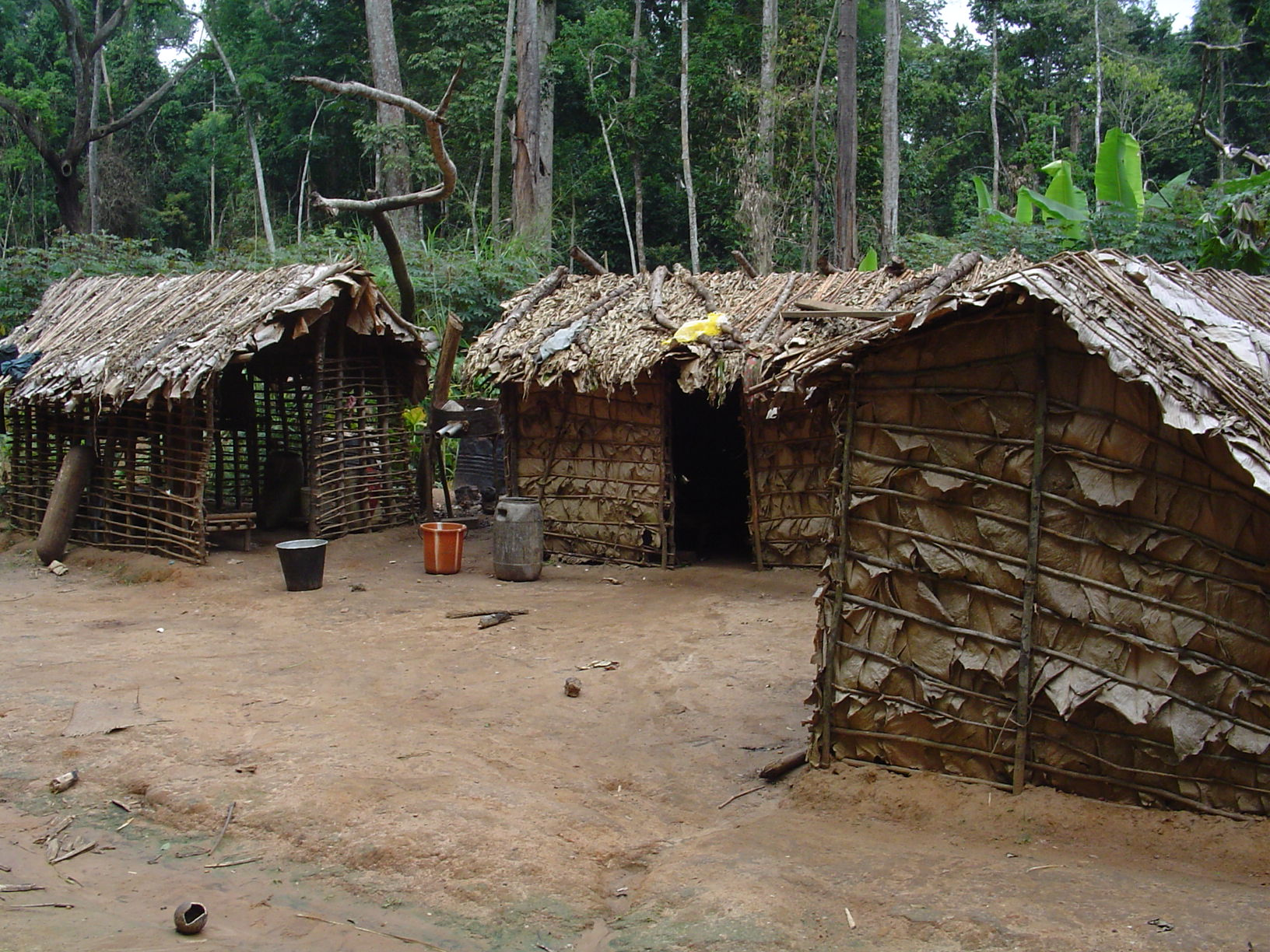
Casas de pigmeos, en el interior de la selva.
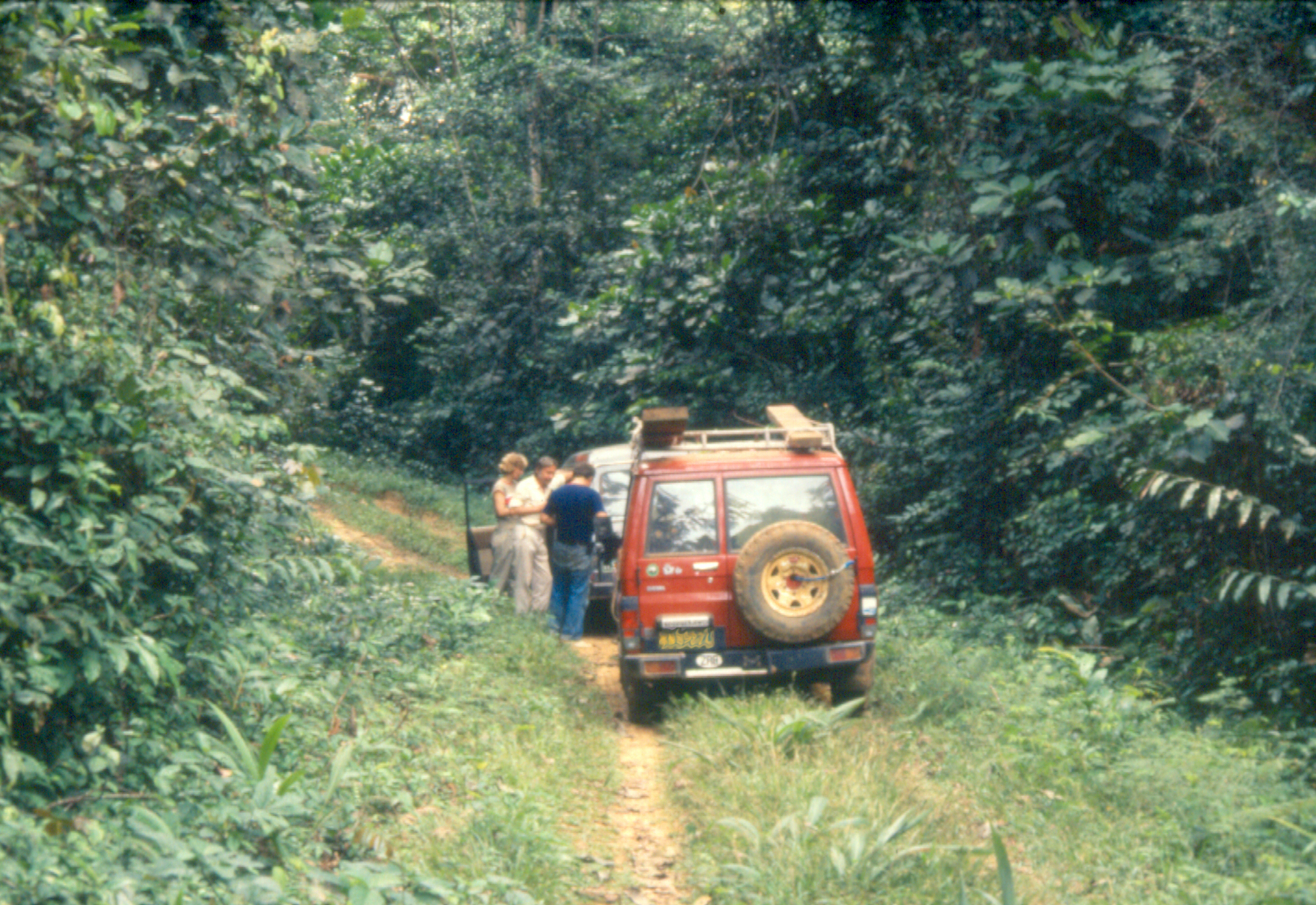
La selva del Congo en la carretera que une Ubundu a Kisangani, en la República Democrática del Congo.